# 永井武雄
永井 武雄（ながい たけお、1904年 - 1938年4月19日）は、日本の野球選手・監督。兵庫県出身。

## 来歴・人物
神戸市立第一神港商業学校（現・神戸市立神港高等学校）から慶應義塾大学に進み、大学時代は投手兼三番打者として活躍した。1925年の早慶戦復活第一戦で四番右翼手、第二戦は三番投手として出場している。1926年早大二回戦で完封勝利をあげて、慶大にとって早慶戦復活以来となる初勝利を挙げた。
慶大卒業後はキリンビールに勤務しながら、全大阪や東京倶楽部でプレー。都市対抗野球大会には、合計8回出場（全大阪（1927年）,東京倶楽部（1929～35年））し、全大阪所属時代の1927年には初戦から決勝まで登板し、準優勝に貢献。東京倶楽部所属時代の1931年には優勝投手になっている。同年には、全日本軍に選出し、日米野球にも登板した。東京倶楽部所属時代のチームメイトに横沢三郎や宮武三郎らがいる。
1936年、大東京軍結成に当たって監督に就任。しかし、4月5日大東京軍にとって球団結成4試合目に当たる東京ガス（ノンプロ）との練習試合に7-15で大敗（8回まで7-6とリードしていたが、9回に伴吉夫遊撃手が6失策，漆原進左翼手が2失策と乱れ一挙に9点取られて逆転負けした）し、激怒した球団代表の鈴木龍二によって監督を解任された。後任の監督には伊藤勝三が就いた。
1938年応召され、4月19日中国北部郭里集（台児荘の戦いがあった）にて戦死。数え35歳没。慶應義塾大学野球部OB最初の戦死者でもあった。東京ドーム敷地内にある鎮魂の碑に、彼の名前が刻まれている。
後年、鈴木龍二は永井の戦死を知り、「オープン戦で負けたからと言ってその場でクビにしてしまったのは、若気の至りとはいえ、実に無茶なことをしたものだと思う。」と後悔したという。

## 詳細情報

### 通算監督成績
- 公式戦出場なし（公式戦開始前に解任されたため）

### 背番号
- なし（公式戦開始前に解任されたため）